# The Pest (film, 1919)

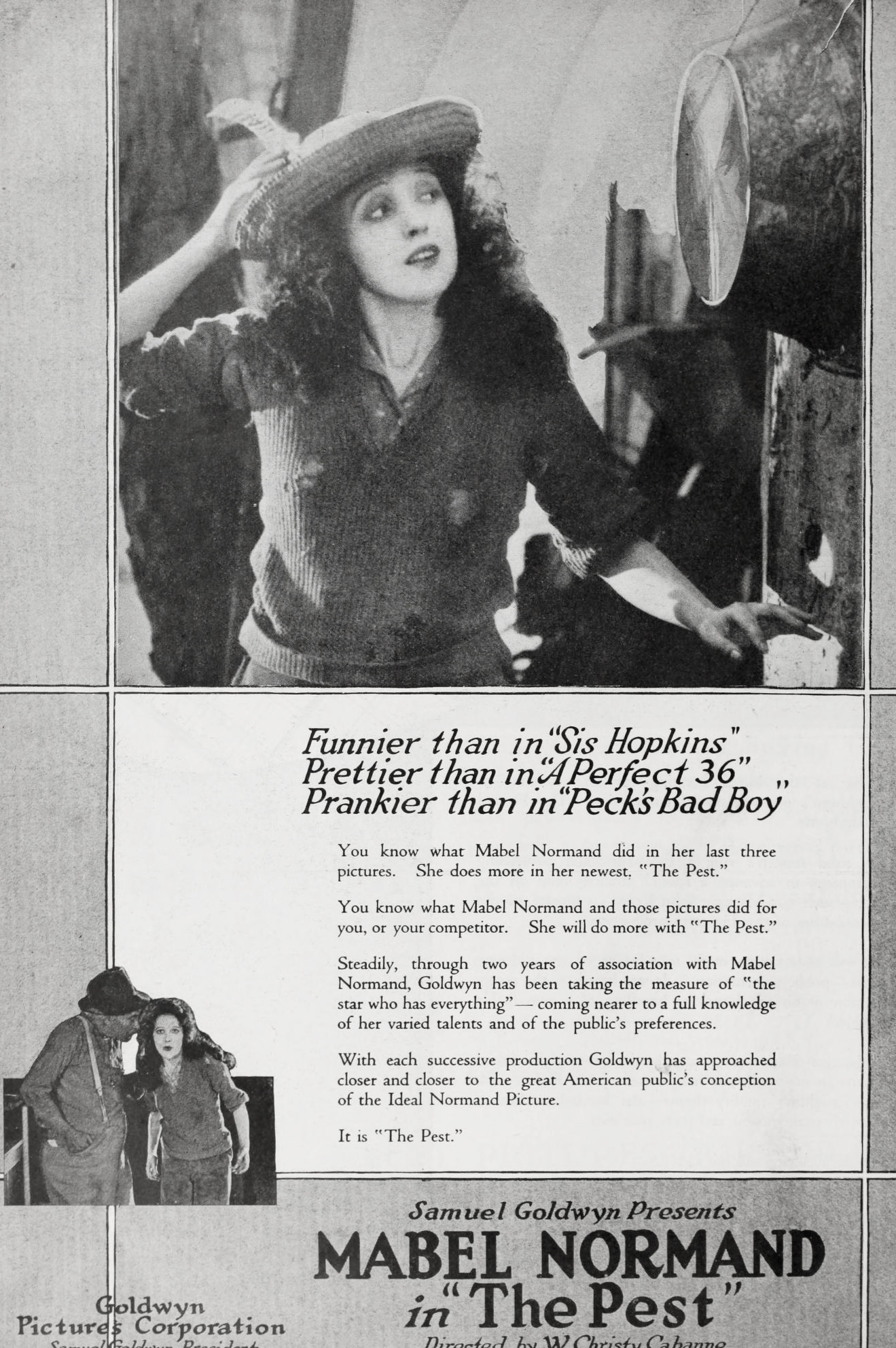
Affiche du film.

Pour les articles homonymes, voir The Pest.
The Pest est un film américain réalisé par Christy Cabanne, sorti en 1919.

## Synopsis
Jigs, fille d'Asher et d'Amy Blodgett, se lie d'amitié avec Gene Giles, le neveu du juge Fisher. Blanche, la fille du juge, est courtisée par John Harland à cause de la richesse de son père. Pour amuser ses amis, Blanche invite Jigs à une fête chez les Fisher. Jigs est humiliée, mais est soutenue par le juge et de son autre neveu, John Bowers. Le juge remarque une vieille bague que Jigs porte cette nuit-là. Harland essaie de lui prendre, mais Giles l'a déjà subtilisée. Harland complote contre Giles et vole des obligations dans le coffre-fort du juge. Jigs est retenue prisonnière dans le grenier des Blodgett où elle entend un plan visant à tuer le juge et à faire peser les soupçons sur Giles. Jigs s'échappe et prévient le juge.

## Fiche technique
- Réalisation : Christy Cabanne
- Scénario : Melville W. Brown
- Producteur : Samuel Goldwyn
- Production : Goldwyn Pictures
- Genre : comédie dramatique[1]
- Durée : 5 bobines
- Date de sortie : 20 avril 1919

## Distribution
- Mabel Normand : Jigs
- John Bowers : Gene Giles
- Charles K. Gerard : John Harland
- Alec B. Francis : Juge Fisher
- Leota Lorraine : Blanche Fisher
- Jack Curtis : Asher Blodgett
- Pearl Elmore : Amy Blodgett
- James Bradbury : "Noisy" Wilson
- Vera Lewis : Housekeeper